# نظام كهربائي ثلاثي الأطوار

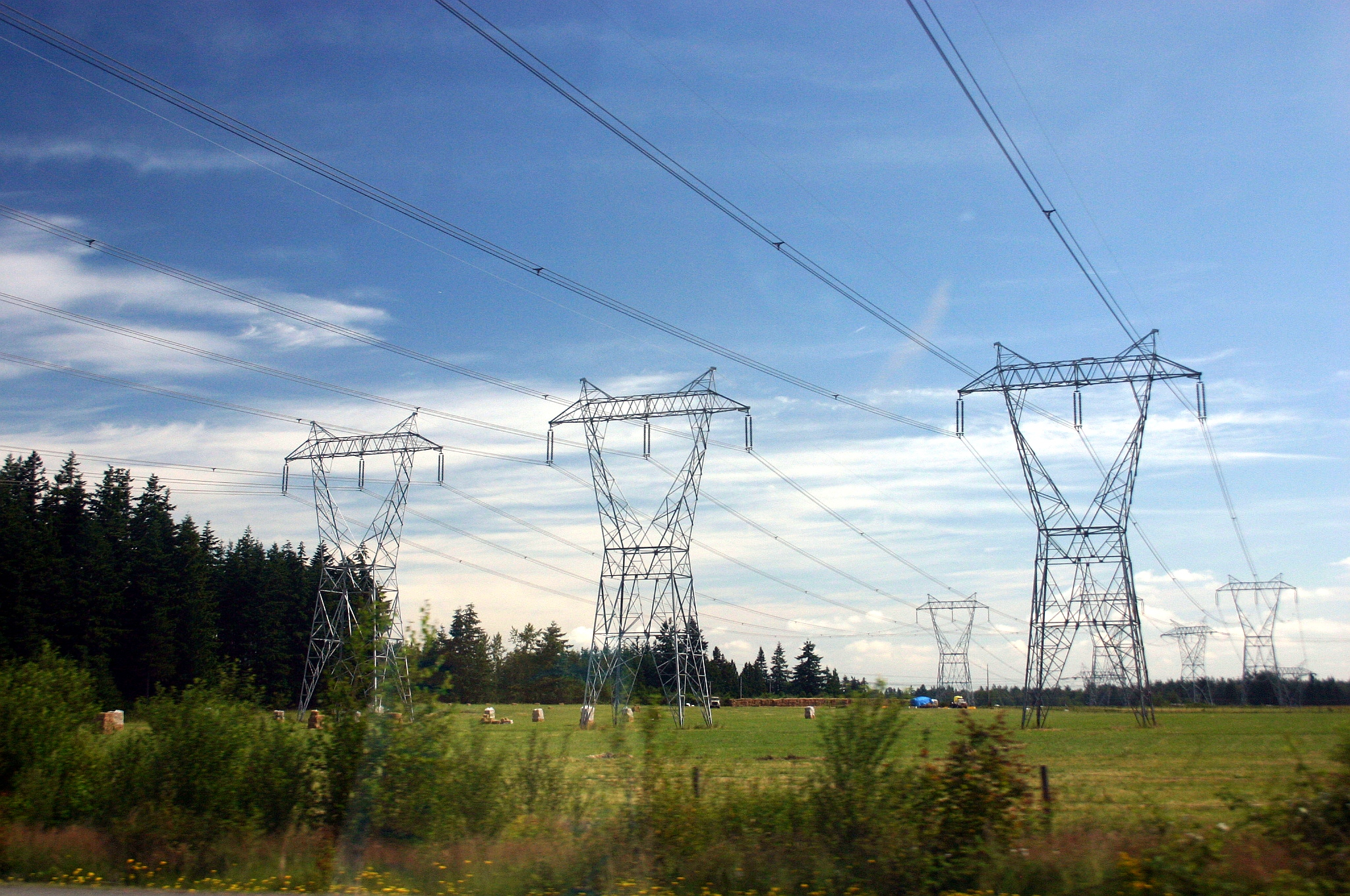
نقل ثلاثي الأطوار.

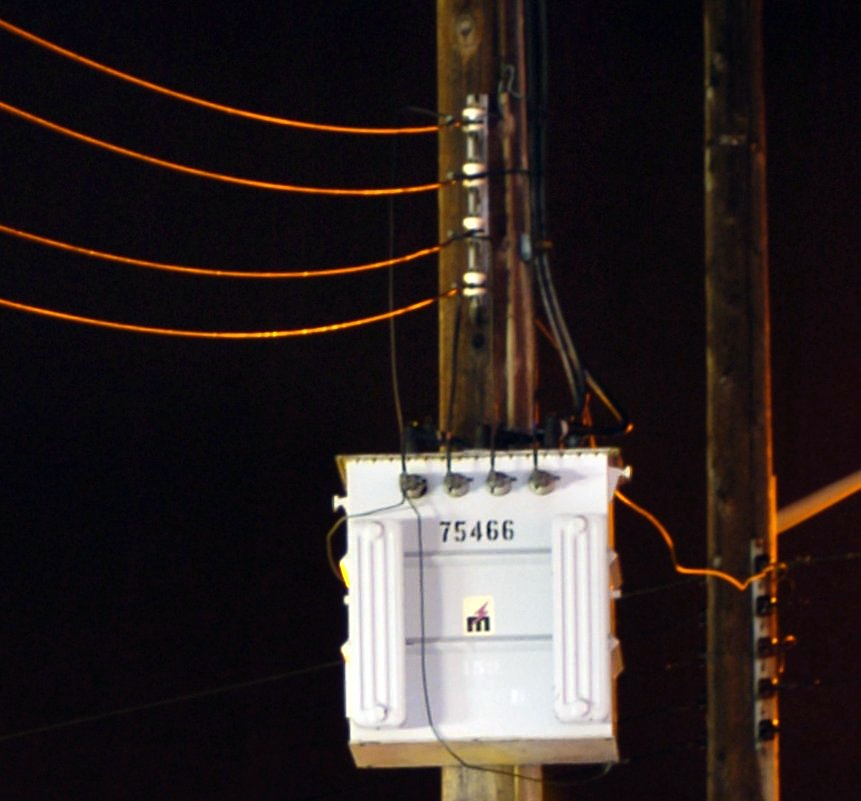
محول ثلاثي الأطوار بأربعة أسلاك خرج، سلك للمحايد وثلاثة للـ A وB وC.

النظام الكهربائي ثلاثي الطور (بالإنجليزية: Three-phase electric system) هو نظام كهربائي متعدد الأطوار خاص بالتيار المتردد وهو المستعمل والأكثر شيوعًا في محطات الطاقة التي تنتج الكهرباء. وسميت ثلاثية الأطوار لأن ثلاثة تيارات تسير في ثلاثة أسلاك، وكل تيار من هؤلاء الثلاثة يبدأ بطور منزاح عن الآخر بمقدار 120 درجة، أي ثُلث دائرة. وهذا النظام هو الأكثر انتشارا في تشغيل المحركات الكهربائية التي تعمل بقدرة عالية في المصانع والمركبات ويسير بها المترو والقطارات الكهربائية
كما لها استخدامات أخرى ولكن بشرط وجود طرف أخر يسمي طرف التعادل.
يتمتع هذا النظام بقدرات كبيرة جدا واستقرارية كبيرة وكذلك يحظى بكفاءة ممتازة بالنسبة لنقل الكهرباء وإنتاج الطاقة الحركية في محركات التيار الثلاثي أطوار حيث تصل كفاءتها بين 80% إلى 97%. هذا النظام استطاع تلبية حاجة العالم الصناعي بتوفير طاقة آمنة وكافية، يمكن الاعتماد عليها.
يفضل التيار الثلاثي كذلك بسبب قدرته على إدارة محركات الحث دون الحاجة لوسائل استهلال وبداية، بل يمكنه تدوير المحرك بسرعة كبيرة وقدرات تصل حتى 10 أضعاف محركات التيار أحادي الطور وبكفاءة تفوق 90%.

## مبدأ الطريقة

توضيح عمل مولد للتيار الثلاثي أطوار. ينتج المغناطيسي الذاتي الدوار جهد حث في الثلاثة موصلات المحيطة به، ويرمز لتلك الجهود الكهربائية بالرموز U_{L1}و U_{L2} وU_{L3}.

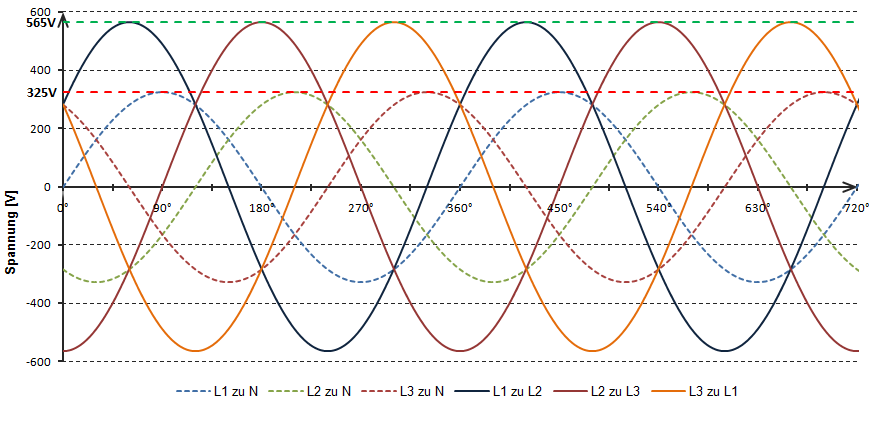
تغير الجهود الكهربائية مع الزمن في نظام ثلاثي الأطوار.

في مولد التيار ثلاثي الأطوار توجد ثلاثة ملفات موزعة على دائرة، وفي وسطها يوجد مجال دوار فينتج في الثلاثة ملفات ثلاثة تيارات منزاحة عن بعضها البعض زاوية 120° (أي ثلاثة جهود مترددة منزاحة عن بعضها البعض بزاوية 120°.) في الحالة البسيطة يستخدم مغناطيس ذاتي يدور في وسط الثلاثة ملفات (انظر الشكل). كما يمكن الاستغاضة عن المغناطيس الذاتي بمغناطيسي كهربائي وهذا ما يتم في معظم الأحوال. وتصل الجهود المترددة أقصى قدر لها (مطال) منزاحة عن بعضها البعض بمقدار 1/3 دورة. وقد جرت العادة على تسمية الثلاثة أسلاك الموصلة لهذة التيارات L1 وL2 وL3.
في السابق كانت الثلاثة اسلاك تميز ب «موصلات الطور» ويرمز لها R وS وT.
أحد تقنيات تيارات الطور هي الدارة النجمية، ويوجد في وسطها موصل متعادل (كهربائيا) ويرمز له N . وهذا الموصل لا يمر في تيار عند تحميل «موصلات الطور» بأحمال متساوية. أما في حالة عدم تحميل موصلات الطور بأحمال متساوية فيمر في الموصل المتعادل الفرق بين التيارات.
كما توجد دارة هامة أخرى للتيار ثلاثي الأطوار وهي تسمى دارة مثلثة، ولا يوجد بها موصل متعادل.
يسمى الجهد بين أي اثنين من جهود الطور «الجهد التسلسلي»، وأما الجهد بين أحد جود الطور وجهد الموصل المتعادل «الجهد النجمي». تتميز «القيم الفعالة» لتلك الجهود بمعامل ثابت، وتبلغ في حالة التيار ثلاثي الأطوار {\displaystyle {\sqrt {3}}}.
في شبكات الضغط المنخفض في أوروبا تستخدم في العادة جهد نجمي اسمي يعادل 230 فولط، أي أن الجهد بين سلكين من موصلات الكور تبلغ:
{\displaystyle 230\mathrm {V} \cdot {\sqrt {3}}\approx 400\mathrm {V} }
وهذا ما يسمى «الجهد التسلسلي».
بالنسبة إلى شبكات الضغط المنخفض المستخدمة في أوروبا فهي تسمى «شبكات 400 فولط للتيار المتردد».
يبين الرسم البياني المسار الزمني لمنحنيات الثلاثة جهود. وقد علمت في الشكل الجهود التسلسلية بخطوط غير مقطعة، كما تبين المسارات الزمنية للثلاثة جهود النجمية (ذات مطالات أعلى في مقاديرها بنسبة المعامل التسلسلي عن حهود الطور) وهي مرسومة بخطوط متقطعة.

## نقل الكهرباء

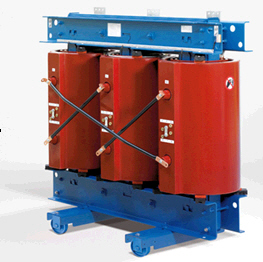
محول تيار ذو ثلاثة أطوار; أزرق: الحامل العلوي والحامل السفلي، أحمر: الملفات.

يستخدم التيار ثلاثي الأطوار بصفة رئيسية في نقل الكهرباء عن طريق الشبكة الكهربائية بغرض توفير استهلاك المواد ولكفاءته العالية (فاقد بسيط). ولكن تستخدم بعض البلاد توزيع التيار أحادي الطور في شبكتها الكهربائية وعلى الأخص لتشغيل القطارات الكهربائية والمترو، وهذا يرجع لأسباب تاريخية. وفي العصر الحاضر يستخدم التيار الأحادي الطور في نقل الجهد العالي للتيار المستمر بسبب زيادة إنتاج طاقة رياح بحرية في حقول بحرية لتوصيل الطاقة الكهربيائية المنتجة إلى السواحل.
يمكن نقل الكهرباء بواسطة محولات كهربائية عالية القدرة على هيئة تيار ثلاثي الأطوار في شبكة الكهرباء عند توزيع مستوات مختلفة من الجهد الكهربائي - من ضغط عالي يُنتج في محطات القوي إلى ضغط متوسط للنقل إلى ضغط منحفض للاستخدام في البيوت والمصانع - بكفاءة عالية تصل إلى 99%. ومن حيث المبدأ فيمكن أيضًا استخدام ثلاثة محولات يعمل كل منها بطور واحد لتشغيل محركات وأجهزة تعمل بثلاثة أطوار للتيار. وتستخدم تلك الطريقة الأخيرة حينما تستدعيها صعوبات في النقل من حيث خفض الوزن وتصغير المقاييس. ولكن تطبيق محول لتيار ثلاثي الأطوار ذو ثلاثة أو خمسة أطراف في قلبه الحديدي يكفل أيضًا استخدام اقتصادي للمواد. وعن طريق تسلسل التيارات المغناطيسية في الثلاثة جهود النجمية يمكن الاستغناء أيضًا عن القلب الحديدي للمحول. وعلى وجه العموم فيتميز محول التيار ذو ثلاثة أطوار بفاقد أقل للقدرة في القلب الحديدي عن ثلاثة محولات ذات طور واحد لإنتاج نفس القدرة الكهربائية، ذلك لأن الفاقد في الطاقة يتناسب مع كتلة القلب الحديدي. كما توجد دارة خاصة تسمى «دارة سكوت» Scottschaltung وتتكون من محولين كهربائيين، وهي تسمح بتحويل أنظمة الثلاثة أطوار إلى نظام طورين اثنين أو إلى نظام أربعة أطوار على أن يحمل النظام ذو ثلاثة أطوار بنفس القدر من التحميل.

## توليد تيار ثلاثي الأطوار وتوزيعه
| [[ملف:Hawkins Electrical Guide - 3phase Elementary 6wire.jpg\|250px\|Left: منوب كهربائي متصل بستة أسلاك، يمر كل طور للتيار في سلكين. اليمين: منوب كهربائي ينتج ثلاثة تيارات منزاحة الطور، وكما يبدو تسير التلاثة تيارات في ثلاثة أسلاك. أقصى اليمين: تغير الثلاثة تيارات وهي منزاحة عن بعضها بمقدار 120 درجة. | alt=]] |  | [[ملف:Hawkins Electrical Guide - 3phase Elementary 3wire.jpg\|100px\|Left: منوب كهربائي متصل بستة أسلاك، يمر كل طور للتيار في سلكين. اليمين: منوب كهربائي ينتج ثلاثة تيارات منزاحة الطور، وكما يبدو تسير التلاثة تيارات في ثلاثة أسلاك. أقصى اليمين: تغير الثلاثة تيارات وهي منزاحة عن بعضها بمقدار 120 درجة. | alt=]] |
| Left: منوب كهربائي متصل بستة أسلاك، يمر كل طور للتيار في سلكين. اليمين: منوب كهربائي ينتج ثلاثة تيارات منزاحة الطور، وكما يبدو تسير التلاثة تيارات في ثلاثة أسلاك. أقصى اليمين: تغير الثلاثة تيارات وهي منزاحة عن بعضها بمقدار 120 درجة.                                                                      |        |  | |        |

توضيح مسار تيار ثلاثي الأطوار.اليسار: المولد، وإلى اليمين :المستهلك، وقد يكون محركا كهربائيا يعمل بتيار ثلاثي الأطوار ،مثلا.

في محطة توليد طاقة كهربائية يقوم مولد كهربائي بتحويل طاقة الحركة إلى ثلاثة تيارات مترددة، يخرج كل منها بكبل من كل ملف في المولد. في المولد تكون الثلاثة ملفات مرتبة بحيث تنتج نفس التردد في هيئة موجة جيبية، ولكن بقمم وقيعان مرتبة منزاحة زمنيا عن بعضها البعض بمقدار ثلث الدورة، أي بزاوية 120°. التردد الخارج من محطة توليد الكهرباء يكون عادة 50 هرتز وفي بعض البلاد يكون التردد 60 هرتز. وتقوم في محطة الكهرباء محولات كهربائية بتحويل الجهد الكهربائي إلى مستوى عالي مناسب للنقل، فيقل بذلك التيار المفقود أثناء النقل.
وبعد عدة تحويلات أخرى بواسطة محولات كهربائية، يخفض الجهد voltage ليناسب الاستخدام لدى المستهلك.
معظم المحولات تنتج تيارا مترددا في ثلاثة أطوار، ويمكن تقويم تلك التيارات عن طريق قنطرة دايود لينتج تيارا مستمرا.

## الحقل الدوار
يسهل التيار ثلاثي الأطوار إنتاج حقل مغناطيسي منتظم الدوران. ويستخدم مثل هذا الحقل الدوار في تشغيل آلة تيار ثلاثي الأطوار، والتي قد تكون محركا يسير بتيار ثلاثي الأطوار أو مولد كهربائي ينتج الطاقة الكهربائية.
وتصنف آلات التيار ثلاثي الأطوار بنوعين:
- آلة تزامن: وفيها يدور العضو الدوار بنفس معدل دوران الحقل المغناطيسي الدوار في العضو الساكن، و
- آلة غير تزامنية: وفيها يدور العضو الدجوار بمعدل مغاير لمعدل دوران حقل العضو الثابت. وتسمى النسبة المئوية لحاصل طرح المعدلين انزلاق.

توضيح الحقل في آلة تزامنية تعمل بتيار ثلاثي الأطوار
تتابع شدة الحقل المغناطيسي لتيار ثلاثي الأطوار في ملفات العضو الثابت
توضيح جمع متجهات القوي: مقدمة المؤشر تمثل مجموع القوى أثناء دورة كاملة.

ويمكن عن طريق تبديل سلكين من الثلاثة أسلاك الخارجية عكس اتجاه دوران الحقل المغناطيسي الدوار في نظام التيار ثلاثي الأطوار.

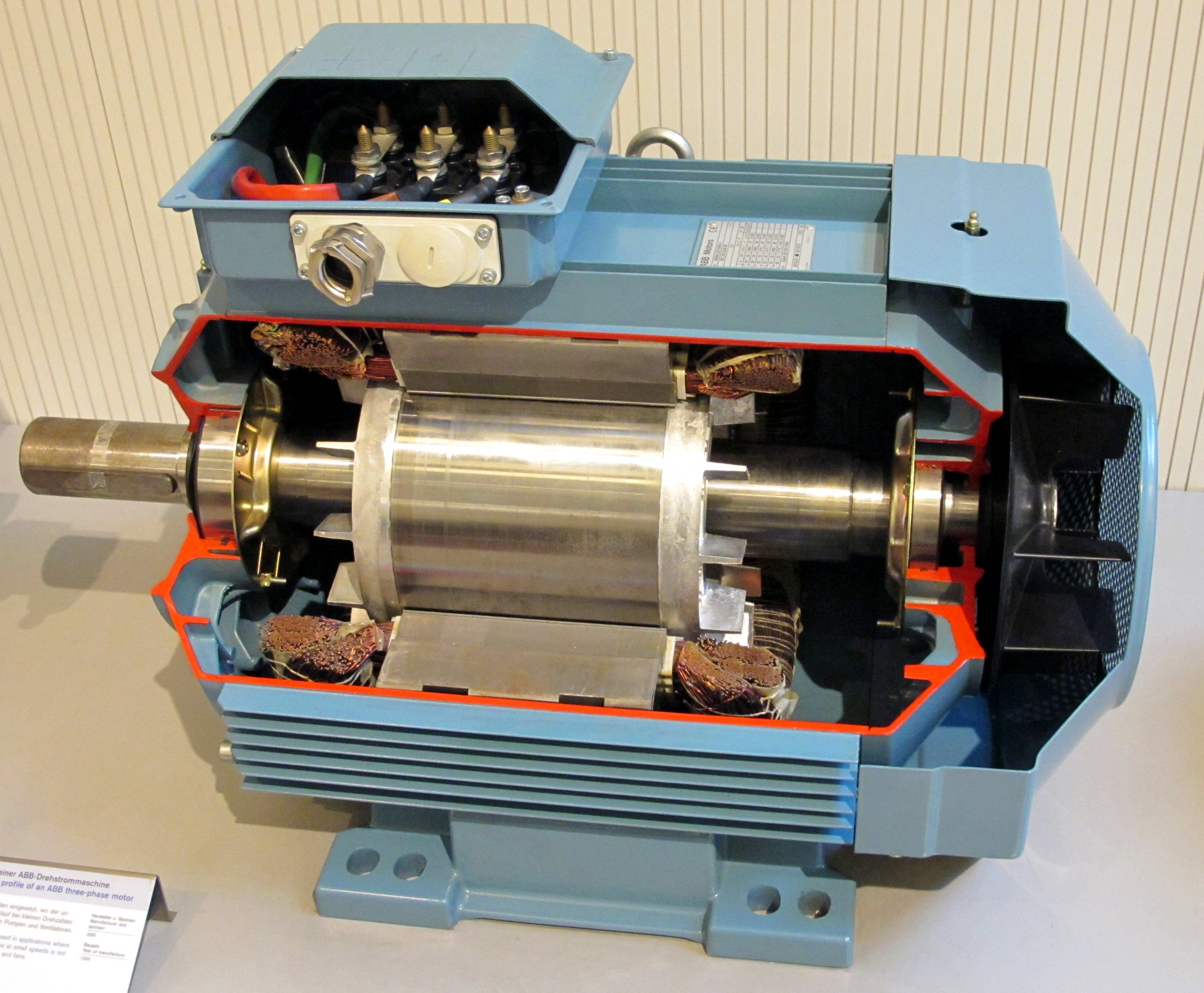
مقطع في آلة تيار ثلاثي الأطوار غير تزامنية. العضو الدوار محمول على محملين كرات إلى اليمين وإلى اليسار.

آلة التيار ثلاثي الأطوار الغيز تزامنية تعمل ب مبادل كهربائي وهي أكثر كفاءة من آلة تيار أحادي الطور. تسمى الثلاثة أسلاك في هذه الآلة L1 وL2 وL3 في البلاد المتكلمة بالإنجليزية (وأحيانا A وB وC)، وتسمى U وV وW في البلاد المتحدثة بالألمانية.
محرك تيار مستمر من دون فرش يحتاج إلى مغير التردد يقوم بتغيير التيار المستمر إلى تيار متردد ينتج الحقل المغناطيسي الدوار.
ولكي يبدأ محرك تيار ثلاثي الأطوار العمل نحتاج إلى دائرة نجمية أو محول كهربائي للبدء.

## دائرة ثلاثة أسلاك ودائرة أربعة أسلاك

دائرة واي نجمية (Y) ودائرة دلتا (Δ) مثلثة.

توجد دائرتين أساسيتين للتيار ثلاثي الأطوار تستخدم لتوزيع الكهرباء لدى المستهلك. واحدة منهما تقدم ثلاثة أطراف للتوصيل وتسمى توصيل دلتا، والثانية تقدم للمستهلك أربعة أطراف وتسمى توصيل نجمة (انظر الشكل). السلك الرابع في توصيل النجمة يكون متعادل ومتصل بالأرضي، فهو لا يحمل تيارا. الدائرة ذات تلاثة أسلاك والدائرة ذات أربعة أسلاك لا تحتسب من ضمنها السلك الأرضي الذي يستخدم في كثير من خطوط نقل الكهرباء، وهذا الأرضي لغرض التأمين ولا يحمل تيارا.
في توصيل دلتا تكون إحدى ملفات المحول الكهربائي دلتا مقسوما من نصفه ويخرج منه الطرف المتعادل. تلك اللوحة التي يستخدمها المستهلك تقدم له ثلاثة أنواع من الجهود:
1. توصيل نجمة
2. توصيل دلتا

## مغناطيس التيار المتردد
في التيار المتردد تتغير شدة التيار دوريا من نهاية عظمى (مطال) تنخفض إلى الصفر (عند ربع طول الموجة) إلى نهاية صغرى (مطال معكوس الإشارة) ثم إلى الصفر ثم يصل ثانيا إلى النهاية العظمى التي بدأ منها، وبذلك تكون الدورة قد تمت. وتتكرر تلك الدورة للتيار المتردد (انظر الشكل). ونظرا لذلك التغير الذي تصل فيه قيمة التيار دوريا إلى الصفر في حالة التيار المتردد فلا بد من ضمان عمل المغناطيس المستمر خلال اللحظات الدورية التي لا يمر خلالها تيار في الملف.

تتطابق تياران مترددان مختلفي الطور. المحور الأفقي: الزمن، المحور الرأسي: شدة المجال المتولدة.

ويتم ذلك عن طريق استخدام ملف إضافي ينتج تيارا مترددا إضافيا ويكون في طور منزاحا عن طور التيار المتردد الأصلي، بحيث يتطابق التياران المترددان على بعضهما البعض، وتصبح للمحصلتهما دائما قيمة مختلفة عن الصفر (انظر الشكل، المنحنى الأسود). كما يمكن إجراء ذلك عن طريق استخدام تيار ثلاثي الأطوار وهو النظام المتبع لتشغيل المحركات الكهربائية في القطارات والروافع وغيرها.

سريان تيار ثلاثي الأطوار للجهود U1, U2, U3.

يربط قانون أوم العلاقة بين الجهد الكهربائي U وشدة التيار الكهربائي I.

## شحن بطارية سيارة كهربائية
بالنسبة إلى شحن بطارية السيارة الكهربائية فيعتمد زمن الشحن على قدرة السيارة ونوع التيار. فتحتاج سيارة كهربائية قدرتها 40 كيلوات ساعي نحو 11 ساعة لشحنها بالتيار المنزلي ذو الطور الواحد (16 أمبير و7و3 كيلوواط) في حين أنها تشحن لمدة 4 ساعات عند توصيلها بتيار ثلاثي الأطوار (16 أمبير، 11 كيلوواط). وتحتاج السيارة الكهربائية ذات القدرة 10 كيلوواط ساعي نحو ثلاثة ساعات لشحنها بالمنزل (بتيار أحادي الطور) بينما تُشحن بتيار ثلاثي الأطوار خلال 1 ساعة.

## اقرأ أيضًا
- تيار أحادي الطور
- ثلاثي الأطوار
- نظام متعدد الأطوار
- طور موجة
- خط جهد عالي
- نقل الكهرباء
- مطال
- موجة جيبية